# 经山历海
经山历海是一部中華人民共和國電視劇，由SMG尚世影业等出品，杨亚洲、杨博执导，王丽坤、张国强、邹廷威等人主演，拍攝地點位於山东省日照市。2021年3月23日（一說3月22日）起在央視一套、爱奇艺、腾讯视频、芒果TV、央視頻播出。電視劇根據五个一工程获奖小说《经山海》改編，講述的是中國共產黨基层党员干部副镇长吴小蒿和镇长贺丰收等人的故事。